# Batár Attila
Batár Attila (Budapest, 1925. augusztus 3. – Párizs, 2022. november 4.) Molnár Farkas-díjas építész, építészeti szakíró. Elsősorban az urbanisztika és az építészetelmélet témáiban publikál, magyar, angol, német és francia nyelven.

## Életpályája
Batár Attila 1925-ben Budapesten született. Középiskolai tanulmányait a Sárospataki Református Kollégiumban és a II. kerületi Királyi Katolikus Gimnáziumban végezte. Érettségi után tagja lett a Pikler Gyula és Sós Aladár vezette magyarországi georgista körnek. 1944-ben tevékenyen részt vesz az illegális antifasiszta ellenállásban. A háború után szociográfiai kutatásokat folytatott és 1947-ben belépett a Magyar Kommunista Pártba. 1946-tól az Eötvös Loránd Tudományegyetemen szociológiát és történelmet tanult. Hajnal István tanítványa. Történelem szakon szerzett diplomát. Az egyetemen három éven át tanársegédként tanított a pártból való kizárásáig. Az ezt követő három évben marósként dolgozott a Ganz-MÁVAGban 1956 októberéig. Aktív résztvevője a forradalmi megmozdulásoknak és az Értelmiségi Forradalmi Bizottságnak. 1957-ben félévre letartóztatták.
1956-ban beiratkozott a Budapesti Műszaki Egyetem Építészmérnöki karára. 1963-ban diplomázott. 5 éven át a Középülettervező Vállalatnál dolgozott, mentora Jánossy György volt.
1968-ban újabb rendőri zaklatás után, letartóztatási veszély elől – Jugoszlávián keresztül – Nyugatra szökött. Franciaországban menekültjogot kapott, ahol másfél éven át élt és építészeti irodákban tervezett. 1970-ben áttelepült az Egyesült Államokba, ahol Los Angelesben, San Franciscoban, végül New Yorkban dolgozott építészként. 1980-ban megkapta a tervezői jogosítványt. Tervei között magánházaktól kezdve a középmagas épületig, lakóépülettől a középületig, a tervek széles skálája szerepelt.
1990-ben nyugdíjba vonulása után Párizsba költözött, ahol haláláig élt. Az elmúlt 30 év alatt építészeti és urbanisztikai témájú könyveket írt és publikált, amelyek magyar, francia, angol, és német nyelven jelentek meg. Évtizedeken át a le carré bleu, negyedévenként megjelenő nemzetközi építészeti folyóirat munkatársa volt.

## Díjai
- 2015 Molnár Farkas-díj
- 2020 Magyar Építőművészetért Érem

## Főbb művei
- Lucien Hervé, Héttorony Könyvkiadó, Budapest, 1992
- Die Geschichte als Architekt, Mölker Verlag, Bécs, 1999
- Városaink az ezredfordulón, Új Világ Kiadó, Budapest, 2000
- A  történelem  mint  tervező  –  Egy  bécsi  utca, a  Mölker Steig, N&n, Budapest, 2001
- A sokrétű Víziváros, Szent István Király Múzeum, Székesfehérvár, 2002
- Láthatatlan építészet, Ab Ovo Kiadó, Budapest, 2005
- Du Son, du Bruit et du Silence, le carré bleu. Nápoly, 2007
- Az emberi tér, Válogatott tanulmányok, TERC, Budapest, 2010
- Otthon, másutt, FUGA, Budapest, 2019
- Párizsi térportrék, FUGA, Budapest, 2020

## Hagyatéka
Batár Attila örököse, a New York-ban élő Miryam Batar az édesapja levéltári hagyatékát a budapesti Blinken Open Society Archives-nak ajándékozta. Batár megszállott fotós volt, amerikai és európai útjait, a családi összejöveteleket dokumentálta. A fénykép albumokon kívül kéziratai, barátja, Lucien Hervé-vel készített interjúi, a laptopja, rajzai és egyéb iratai érkeztek Budapestre. A hagyaték feldolgozást követően a hagyaték az OSA Archívumban szabadon kutatható lesz.

## Idézetek
„A történelmi városok a múltról szólnak. De egyetlenegy város sem akaszthatja meg a továbbfejlesztést. A történelem menete nem áll meg napjainkban. Számolni kell az utódokkal, azok újabb keletű igényeivel. A védetté nyilvánított területek, múzeumként kezelt épületkomplexumok a kivételek közé tartoznak. A városoknak van és legyen is holnapjuk. Semmiféle fejlődést nem lehet megállítani, és a meglévőt az öröklét számára befagyasztani. A történet folyamatába a jövő is beletartozik. Az eddig felépítetteknek – ma már a múlt emlékeinek – a megőrzését szem előtt tartva, a történelemre hivatkozva a jövő számára is helyet kell biztosítani.” (2007)
„Az építész először meghallgatja a használó vágyait, azokét, akik az épületben fognak élni, dolgozni, és lakni. Meg kell ismerni azt az emberi életet, amelyet a lakók az épületben ki szeretnének alakítani. Ezután lehet kibogozni a megoldást. Azt már több száz éve halljuk, hogy funkciót kell tervezni, hogy aludni, dolgozni, szórakozni tudjunk. Nem akarunk megázni, nem akarjuk, hogy a szél befújjon, stb. de jöjjön be a napfény, s a friss levegő. Sok mindenre figyel az építész, miközben a különböző érzékszervekre épülő szempontok ritkán merülnek fel. Követelményeket kell követni, és funkciókat kell tervezni. Ez helyes, de közben könnyen kimaradhatnak az emberi pszichére tett hatások. Pedig az építészetről kialakuló percepciónkban az összes érzékszerveink részt vesznek.” (2005)